# Lucía Artazcoz Lazcano
Lucía Artazcoz Lazcano   (Sant Sebastià, 29 de maig de 1963) és especialista en medicina preventiva i salut pública i prevenció de riscos laborals, doctora en Salut i investigadora i divulgadora de les desigualtats socials i el biaix de gènere vigent en la medicina.

## Biografia
Lucía Artazcoz Lazcano va néixer a Sant Sebastià en 1963. Va estudiar Medicina en la Universitat de Navarra i es va llicenciar en el màster per l'Institut de Salut Pública de Catalunya al 1991. Es va doctorar en Medicina en la Universitat Pompeu Fabra en 2004.

### Trajectòria professional
Ha col·laborat amb les universitats Johns Hopkins i Pompeu Fabra en programes d'ensenyament de salut pública, ha publicat nombrosos articles i ha impartit conferències de divulgació. És la directora de l'Observatori de la Salut Pública de l'Agència de Salut Pública de Barcelona.

### Recerca
La seva principal línia de recerca són les desigualtats en la salut relacionades amb el treball des d'una perspectiva de gènere. Una de les principals conseqüències és que la divisió sexual del treball afecta a les dones; encara que les dones viuen més, tendeixen a tenir pitjor salut que els homes a causa del seu entorn socioeconòmic vulnerable. Critica que els estàndards clínics de la medicina s'han creat a partir dels homes.